# 遠藤謙一良
遠藤 謙一良（えんどう けんいちろう、1959年（昭和34年） - ）は、日本の建築家。

## 経歴
1985年武蔵野美術大学大学院建築学科修士課程修了後、1985年～1994年にかけて竹山実建築綜合研究所に勤務。
2003年～　北海学園大学非常勤講師
2006年～　NPO小樽ワークス代表
2016年～2020年　公益社団法人日本建築家協会北海道支部支部長